# Cachoeira Dourada (kommun i Brasilien, Minas Gerais)
Cachoeira Dourada är en kommun i Brasilien.   Den ligger i delstaten Minas Gerais, i den sydöstra delen av landet, 400 km sydväst om huvudstaden Brasília. Antalet invånare är 2 506.
Omgivningarna runt Cachoeira Dourada är en mosaik av jordbruksmark och naturlig växtlighet. Runt Cachoeira Dourada är det glesbefolkat, med 12 invånare per kvadratkilometer.